# أديل غولدشتاين
أديل غولدشتاين (بالإنجليزية: Adele Goldstine )‏ (و. 1920 – نوفمبر 1964 م) هي رياضياتية، وعَالِمَة حاسوب أمريكية، ولدت في نيويورك.

## التعليم
تعلمت في جامعة ميشيغان.